# ルイス・カルロス・ルイス
ルイス・カルロス・ルイス・モラレス（スペイン語: Luis Carlos Ruiz Morales、スペイン語発音: [lwis ˈkarloz ˈrwis]、1987年1月8日 - ）は、コロンビアの元サッカー選手。現役時代のポジションはFW。

## クラブ歴
2007年にバランキージャFCで選手となった。2008年にアトレティコ・ジュニオールに移籍。2013年にはダイロ・モレノと並んで16得点で得点王に輝いた。
その2013年12月にアゼルバイジャン・プレミアリーグのネフチ・バクーと4年契約をしたと彼は発表したが、ネフチ・バクー側がこれを否定した。年明けの2014年1月4日に、彼は事実ではなかった事を明らかにし、ネフチ・バクーに加入すると述べた事についてはTwitterがクラッキングされたためであると述べた。
2014年2月に中国サッカー・スーパーリーグの上海緑地申花足球倶楽部に300万ユーロ前後で移籍。同じコロンビアのジョヴァンニ・モレノとのコンビを組んだが、6月で退団。
その後アトレティコ・ナシオナルに加入した。